# Triangle (Buffy)
Pour les articles homonymes, voir Triangle (homonymie).
Triangle est le 11e épisode de la saison 5 de la série télévisée Buffy contre les vampires.

## Résumé
Giles part en Angleterre, pour demander des informations sur Gloria au Conseil. Il confie la boutique de magie à Anya et Willow. Elles se disputent sans arrêt, mettant Alex et Tara dans des positions très inconfortables et les poussant finalement à les laisser régler leurs problèmes entre elles. Willow essaie un sort mais est distraite par une nouvelle dispute avec Anya. Elle libère accidentellement un troll, qui ravage la boutique avec son marteau avant de s'enfuir. Anya et Willow partent à sa poursuite en suivant la piste de ses destructions. Il finit par arriver au Bronze, où se trouvent Alex et Spike. Là-bas, le troll, nommé Olaf, révèle qu'il était, il y a très longtemps, le petit ami d'Anya et que c'est elle qui l'a transformé en troll pour le punir de son infidélité. Buffy arrive sur ces entrefaites et attaque Olaf, avec l'aide de Spike, mais celui-ci se montre plus fort et fait s'écrouler l'étage du Bronze, blessant de nombreuses personnes. 
Anya et Willow repartent à la boutique de magie pour trouver un moyen de neutraliser Olaf. Le troll les retrouve, suivi par Alex. Alex s'attaque courageusement à Olaf pour éviter qu'il ne s'en prenne à sa petite amie et à sa meilleure amie. Il ne fait pas le poids et est sérieusement blessé. Néanmoins, en récompense de sa bravoure, Olaf lui laisse choisir laquelle des deux jeunes femmes il va laisser vivre, choix qu'Alex se refuse à faire. Olaf décide alors de tuer Alex mais Buffy arrive pour reprendre le combat, pendant qu'Anya le distrait et que Willow prépare un sort. Buffy finit par assommer Olaf et Willow l'envoie dans un monde alternatif. Plus tard, Giles revient bredouille de son voyage et discute avec Buffy et Joyce de la Clé, sans savoir que Dawn les écoute.